# Старая Мётча
Ста́рая Мётча (бел. Старая Мётча) — деревня в Мётченском сельсовете Борисовском районе Минской области Белоруссии.

## Этимология
В основе названия — устаревший термин феодального происхождения: мёта, мётка — жребий, доля при дележке имущества. Не исключено, что это было владение, доставшееся при дележе, распределении, долгое время называлась «Миотча», что относят к влиянию польского языка.

## История

### В составе ВКЛ и Речи Посполитой
Наиболее давнее письменное свидетельство про перемещение странников по территории Миотчи и Медоцкого края можно отнести к 1517 году. В то время из Борисова в направлении Орешкович проезжал посол Священной Римской Империи Сигизмунд фон Герберштейн. Однако он на своем пути по Борисовщине не называет ни одного населенного пункта. Более того, Герберштейн отмечал безлюдность местности на протяжении всего времени.
Из письменных источников известна с 1641 года как деревня Мёдча, 36 волок земли, собственность казны, в Велятичском старостве Оршанского повета ВКЛ.
В 1755 был 31 дым, корчма, водяная мельница.

### В составе Российской империи
После Второго раздела Речи Посполитой (1793) в составе Российской империи.
В 1800 было 44 двора, 385 жителей, собственность казны, в пожизненном владении Тышкевича.
В XIX столетии деревня Мётча разделилась на две деревни: Старая Мётча и Новая Мётча.
В 1897 в деревне Старая Мётча было 49 дворов, 383 жителя, в Велятичской волости Борисовского уезда Минской губернии.
В 1900 открыта земская школа.

### После 1917
В 1917 было 122 двора, 866 жителей; работала кузница, производство шерсти, водяная мельница, небольшое предприятие по выплавке железа. В деревне работают Дом культуры, фольклорная группа «Мядоцкая талака».

## Галерея

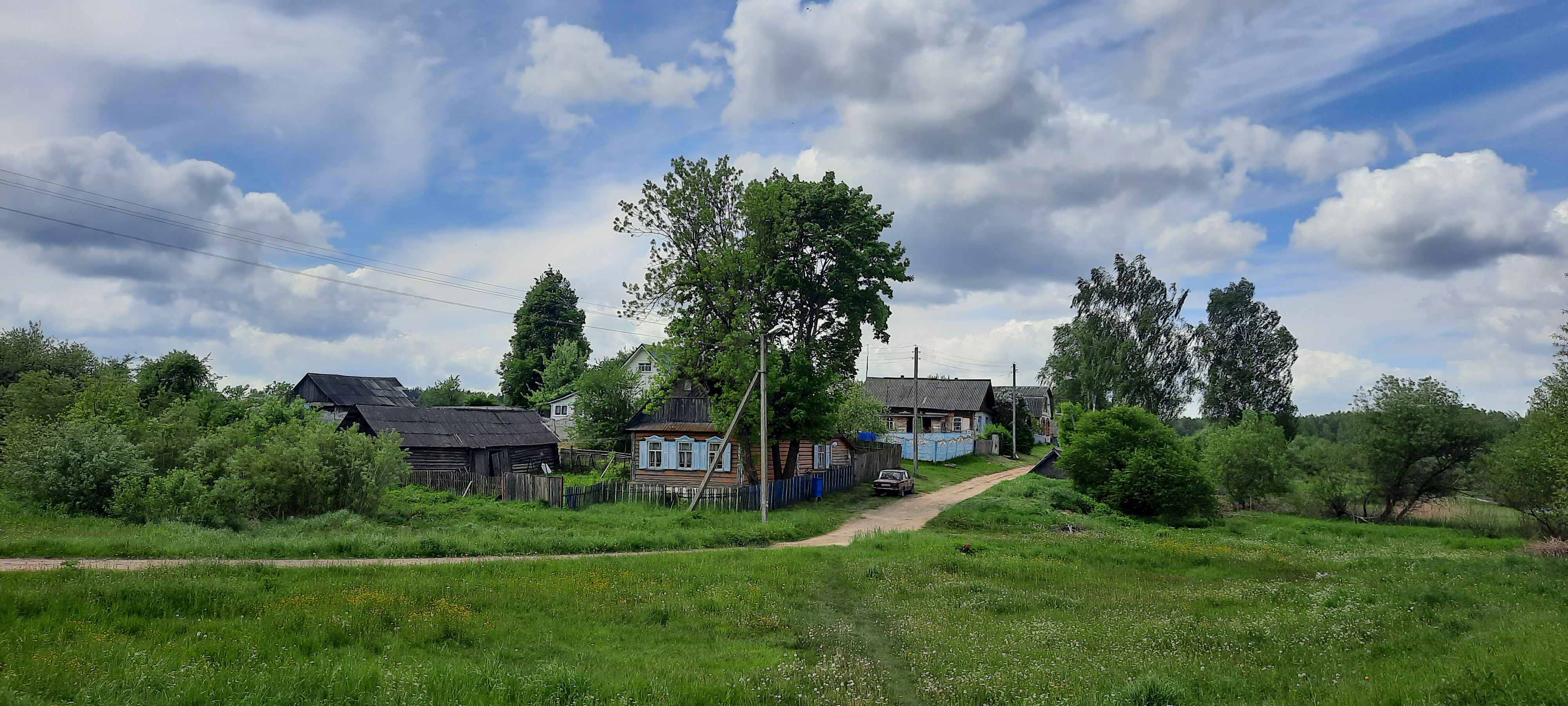
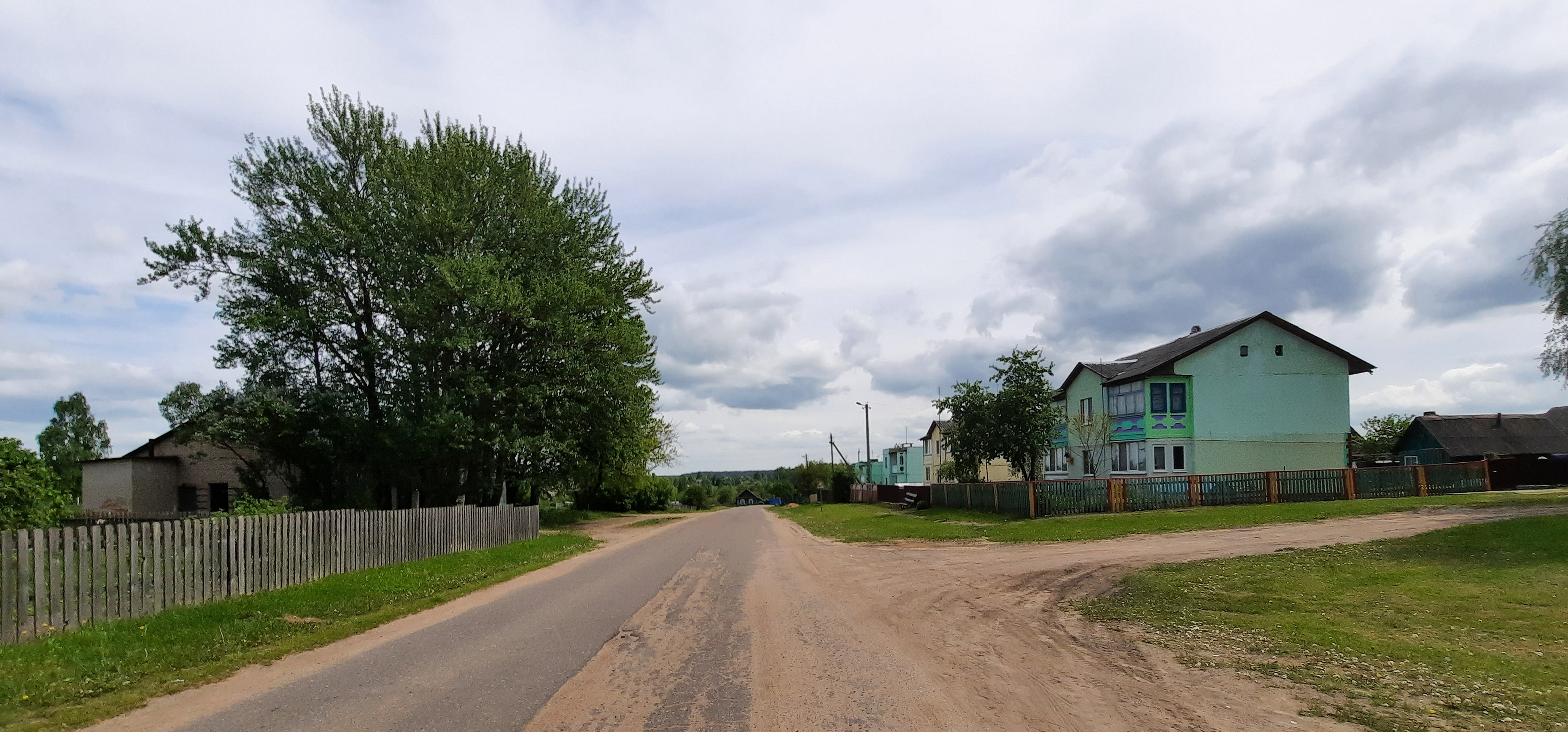
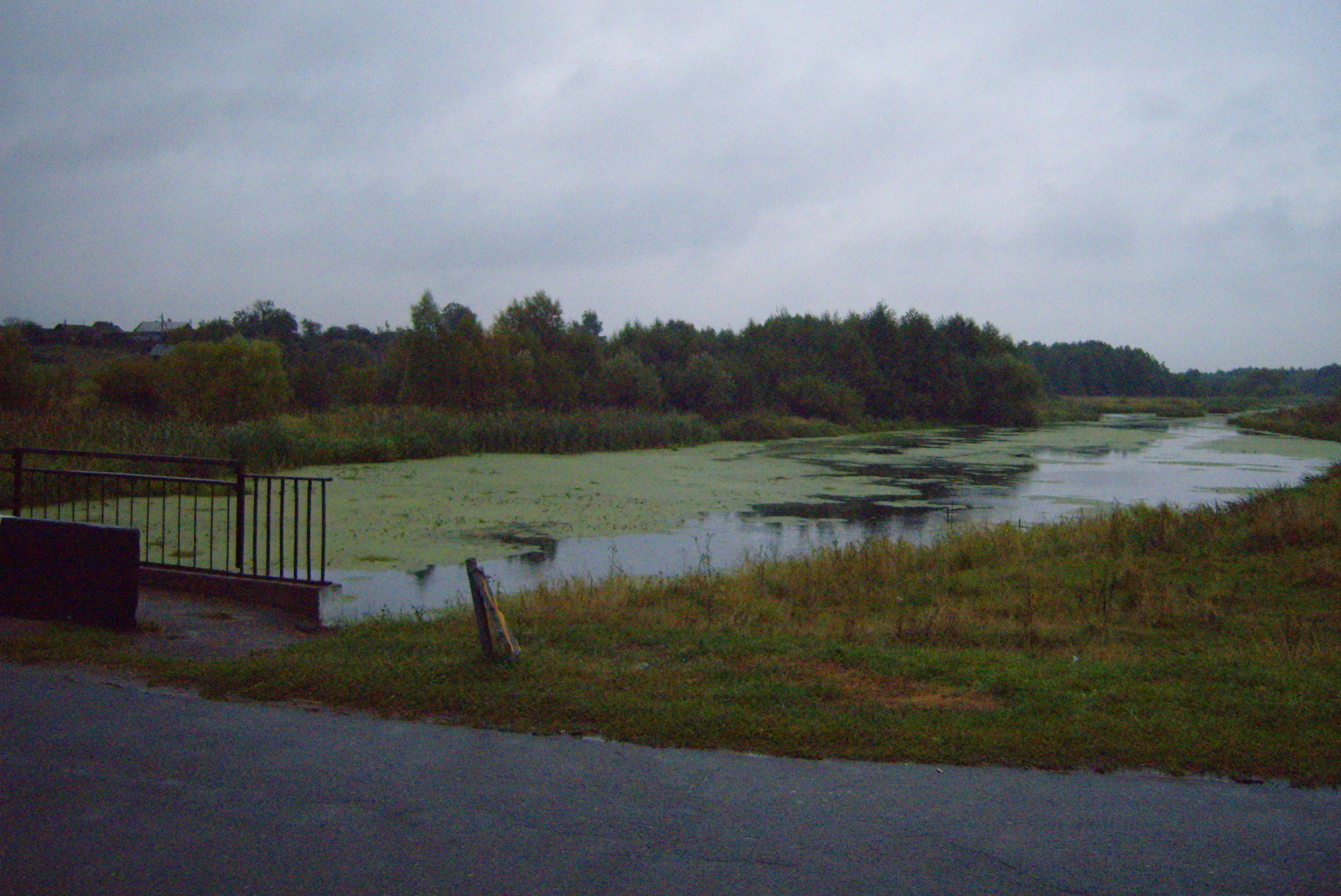
Река Мужанка близ Метчи